# 615
615 (DCXV) fue un año común comenzado en miércoles del calendario juliano, en vigor en aquella fecha.

## Acontecimientos
- 29 de julio (fecha maya 9.9.2.4.8):[1] en la ciudad maya de Palenque (actual Chiapas) accede al trono el niño Kinich Pakal (Pacal el Grande, 603-683), de 12 años.
- El Imperio bizantino pierde Málaga, que es conquistada por los visigodos.
- Los pueblos túrquicos invaden China.
- El papa Bonifacio IV es sucedido por Adeodato I.
- Pipino de Landen se convierte en mayordomo de palacio de Austrasia.
- Los musulmanes comienzan a emigrar a Etiopía.
- Mahoma tiene una revelación en la que se le ordena el comienzo de su prédica. Hasta la huida a Medina (622) tuvo que soportar la intolerancia general de sus coterráneos.[2]

## Nacimientos
- Bega de Cumberland, religiosa cristiana.

## Fallecimientos
- 25 de mayo: Bonifacio IV, papa.
- 23 de noviembre: Columbano de Luxeuil.